# Окіп (Шепетівський район)
Окі́п (Окопи, у минулому — Ксенженцин) — село в Україні, у Білогірській селищній територіальній громаді Шепетівського району Хмельницької області.

## Населення
Чисельність населення села за переписом 2001 року становила 466 осіб, в 2011 році — ▼454 особи.
У 2020 році чисельність населення становила ▼428 осіб.

### Мова
Розподіл населення за рідною мовою за даними перепису 2001 року:
| Мова       | Кількість | Відсоток |
| ---------- | --------- | -------- |
| українська | 465       | 99.79%   |
| російська  | 1         | 0.21%    |
| Усього     | 466       | 100%     |

## Історія
Станом на 1885 рік у колишньому власницькому селі Ксенженцин Ляховецької волості Острозького повіту Волинської губернії мешкала 443 особи, налічувалось 47 дворів, існували 2 постоялих будинки та винокурний завод.
За переписом 1897 року кількість мешканців зросла до 754 осіб (381 чоловічої статі та 373 — жіночої), з яких 486 — православної віри, 268 — римо-католицької.
7 (20) листопада 1917 року, відповідно до Третього Універсалу Української Центральної Ради, увійшло до складу Української Народної Республіки.
12 червня 2020 року, відповідно до розпорядження Кабінету Міністрів України № 727-р «Про визначення адміністративних центрів та затвердження територій територіальних громад Хмельницької області», увійшло до складу Білогірської селищної громади.
19 липня 2020 року, в результаті адміністративно-територіальної реформи та ліквідації Білогірського району, село увійшло до складу новоутвореного Шепетівського району.

## Відомі особи
В селі народився Олександр Базильчук (нар. 1968) — український художник.